# Nastasów
Nastasów (ukr. Настáсів) – wieś w rejonie tarnopolskim obwodu tarnopolskiego, założona w 1654 r. W II Rzeczypospolitej miejscowość była siedzibą gminy wiejskiej Nastasów w powiecie tarnopolskim województwa tarnopolskiego. Wieś liczy 1762 mieszkańców.
W II Rzeczypospolitej wieś powiecie tarnopolskim województwa tarnopolskiego. W styczniu 1945 nacjonaliści ukraińscy z OUN-UPA zamordowali tutaj 9 Polaków.

## Kościół
Wzniesiony w 1729 r. z fundacji Stanisława Potockiego. Konsekrowany w 1839 r. Słynął z cudownego obrazu Matki Boskiej Częstochowskiej. Co roku w dniu 16 lipca odbywały się tu odpusty, na które zjeżdżali wierni z całego regionu. Po wysiedleniu Polaków w 1945 r. kościół został zamknięty. Ograbiony i zrujnowany oddano katolikom w latach 90. XX w. Obraz Matki Bożej, zabrany ze sobą przez ekspatriantów, został umieszczony w kościele w Grobnikach koło Głubczyc. Obok kościoła w Natasowie znajduje się cmentarz polski, który od 2012 r. porządkują wolontariusze z Polski w ramach akcji Mogiłę pradziada ocal od zapomnienia. 